# Enrico Tortonese
Enrico Tortonese (Turín, 10 de marzo de 1911 - Génova, 25 de abril de 1987) fue un zoólogo italiano, principalmente activo en el campo de la ictiología.

## Biografía
Nacido en Turín el 10 de marzo de 1911, pasó su juventud en Génova, donde asistió, como estudiante de secundaria, al Museo Cívico de Historia Natural de la ciudad; aquí conoció a Decio Vinciguerra, quien lo introdujo en el estudio de la ictiología.
Después de la secundaria se matriculó en la Universidad de Turín, donde en 1932 se licenció en Ciencias Naturales. Después de graduarse obtuvo un puesto como asistente del Instituto de Zoología y en 1939. A la edad de 28 años, obtuvo un profesor gratuito de zoología.
De 1940 a 1946 participó como oficial de artillería en operaciones militares en Rodas, en Anatolia, en Palestina y en Egipto. Una vez finalizado el conflicto regresó a Turín, reanudando su labor universitaria, tanto en el campo de la investigación como en la actividad didáctica y museística.
Murió el 25 de abril de 1987 a causa de un accidente de tránsito.